# 70 Близнецов
70 Близнецов (лат. 70 Geminorum, HD 60986) — одиночная звезда в созвездии Близнецов на расстоянии приблизительно 328 световых лет (около 101 парсека) от Солнца. Видимая звёздная величина звезды — +5,572m.

## Характеристики
Первый компонент — жёлтый гигант спектрального класса G8III. Радиус — около 10,84 солнечных, светимость — около 84,8 солнечных. Эффективная температура — около 5146 К.